# يوم الأرض

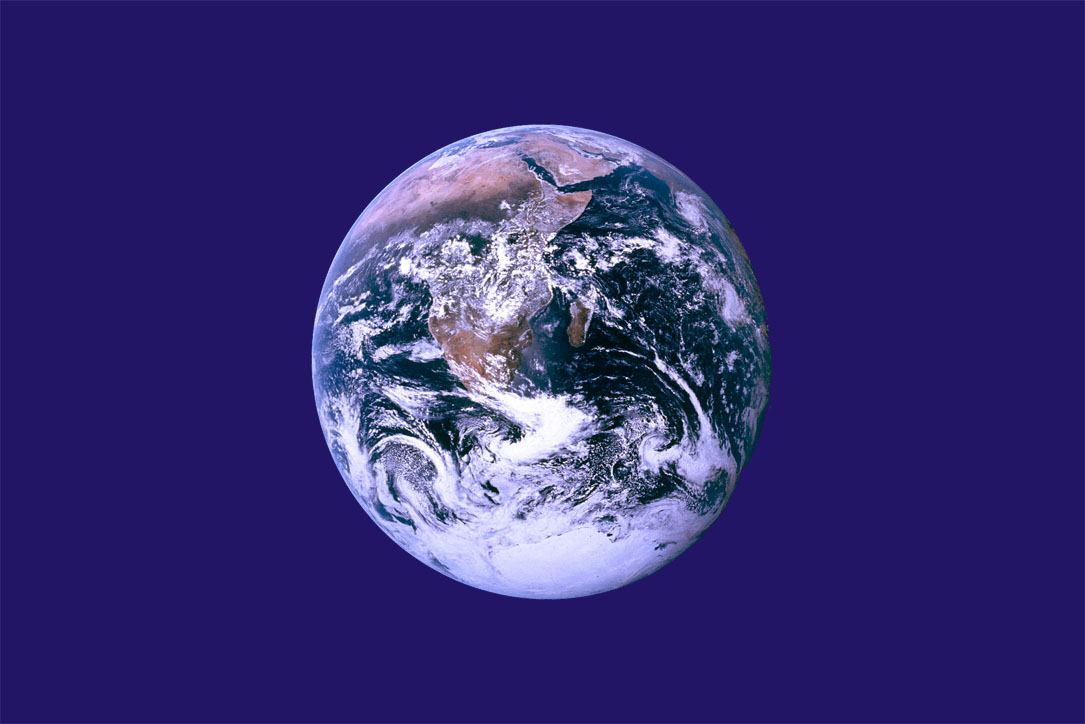
علم غير رسمي ليوم الأرض أنشأه جون مككونيل: الكلة الزرقاء على خلفية زرقاء

رمز علم البيئة الذي صممه رون كوب Ron Cobb من أجل يوم الأرض 1969

يوم الأرض، وهو حدث سنوي يُحتفل به في جميع أنحاء العالم في 22 أبريل لإظهار الدعم لحماية البيئة. احتُفل بيوم الأرض لأول مرة في عام 1970، وهو يتضمن الآن فعاليات نظمتها عالميًا شبكة يوم الأرض في أكثر من 193 بلدًا حول العالم.
وقّعت الولايات المتحدة والصين ونحو 120 دولةً أخرى اتفاقية باريس التاريخية في يوم الأرض الواقع في عام 2016. وقد تضمن التوقيع على الاتفاقية مطلبًا رئيسيًا لدخول تنفيذ المشروع التاريخي لمعاهدة حماية المناخ التي اعتمدتها 195 دولة حاضرة بالإجماع في مؤتمر الأمم المتحدة لعام 2015 للتغير المناخي في باريس.
اقترح ناشط السلام جون مكونيل في مؤتمر اليونسكو الذي عُقد في عام 1969 في سان فرانسيسكو، يومًا لتكريم الأرض ومفهوم السلام، وقد احتُفل به لأول مرة في 21 مارس من عام 1970، وهو أول أيام الربيع في نصف الكرة الشمالي. صُودق على يوم تحقيق توازن الطبيعة في وقت لاحق في إعلان كتبه مكونيل ووقع عليه الأمين العام يو ثانت في الأمم المتحدة. أسس السناتور الأمريكي غايلورد نيلسون بعد مرور شهر من ذلك، يوم الأرض المنفصل باعتباره يوم توعية بيئية حُدد لأول مرة في 22 أبريل من عام 1970، وحصل نيلسون لاحقًا على وسام الحرية الرئاسي تقديراً لعمله. وعند تحديد يوم الأرض في 22 أبريل في الولايات المتحدة، جعلت منظمة أطلقها دينيس هايز، المنسق الوطني الأساسي في عام 1970، يوم الأرض يومًا عالميًا في عام 1990، بل ونظمت هذا الحدث في 141 دولة.
تحتفل العديد من المجتمعات بفعالية أسبوع الأرض، وهو عبارة عن أسبوع كامل من الأنشطة التي تركز على القضايا البيئية التي يواجهها العالم. وقعت مسيرة العلوم في يوم الأرض في عام 2017 (22 أبريل 2017) وتبعتها حركة استنفار المناخ الشعبية (29 أبريل 2017).

## التسرب النفطي في قناة سانتا باربارا عام 1969
في 28 يناير 1969، انطلق بئر حفر بشكل فجائي بواسطة منصة إيه الاتحادية للنفط قبالة ساحل سانتا باربارا بولاية كاليفورنيا الأمريكية. انطلق أكثر من ثلاثة ملايين جالونًا من النفط المتطاير، ما أسفر عن مقتل أكثر من 10000 من الطيور البحرية والدلافين والفقمات وأسود البحر. حشد نشطاء البيئة نفسهم لتشكيل التنظيم البيئي، ونشر التعليم البيئي، وإقامة يوم الأرض، وذلك بمثابة رد فعل على هذه الكارثة، وكان كلًا من سيلما روبين، مارك ماكجينز، وبود بوتومز، مؤسس غيت أويل آوت، القابعين في الخطوط الأمامية لمحاربة هذه الكارثة من بين مؤيدي تأسيس يوم الأرض. قال دينيس هايز، مُنظم الاحتفال بيوم الأرض، إن السيناتور جايلورد نيلسون من ولاية ويسكونسن كان مصدر إلهام لتأسيس يوم الأرض، وذلك عند رؤيته من الطائرة بقعة نفط في قناة سانتا باربرا على بعد 800 ميلًا مربعًا.

## يوم سانتا باربرا للحقوق البيئية 1970
احتُفل بيوم الحقوق البيئية في الذكرى السنوية الأولى للانطلاق الفجائي، في 28 يناير 1970، حيث أُعلنت الحقوق البيئية. وقد كتبها رود ناش خلال رحلةٍ له في القارب عبر قناة سانتا باربارا وهو يحمل نسخة من إعلان استقلال توماس جيفرسون. عمل منظمو يوم الحقوق البيئية، بقيادة مارك ماكجينز، بشكل وثيق على مدى عدة أشهر مع عضو الكونغرس بيت مكلوسكي (أر – سي إيه) للتشاور بشأن إنشاء قانون السياسة البيئية الوطنية، وهو الأول من بين العديد من قوانين حماية البيئة الجديدة التي أثارها كلًا من الغضب الوطني حول الانطلاق الفجائي / التسرب النفطي وأول إعلان للحقوق البيئية. أيد كلًا من مكلوسكي (الرئيس المشارك ليوم الأرض مع السيناتور جايلورد نيلسون) ومنظم يوم الأرض دينيس هايز، إلى جانب السناتور آلان كرانستون، وبول إرليش، وديفيد بروير، وغيرهم من القادة البارزين، هذا الإعلان وتحدثوا عنه في مؤتمر يوم حقوق البيئة. وفقًا لفرانسيس سارجيس، «مثّل المؤتمر نوعًا ما حجر أساس للحركة». كان المؤتمر وفقًا لـهايز أول حشد عملاق تحدث إليه والذي قال «شعرت بحماس، أعني حقًا بشغف، بشأن القضايا البيئية". يعتقد هايز أيضًا أن المؤتمر قد يكون بداية لحركة حقيقية. قام ناش وغاريت هاردين وماكجين وآخرون بتطوير برنامج الدراسات البيئية الأول من نوعه في جامعة كاليفورنيا بسانتا باربارا.

## يوم الأرض 1970

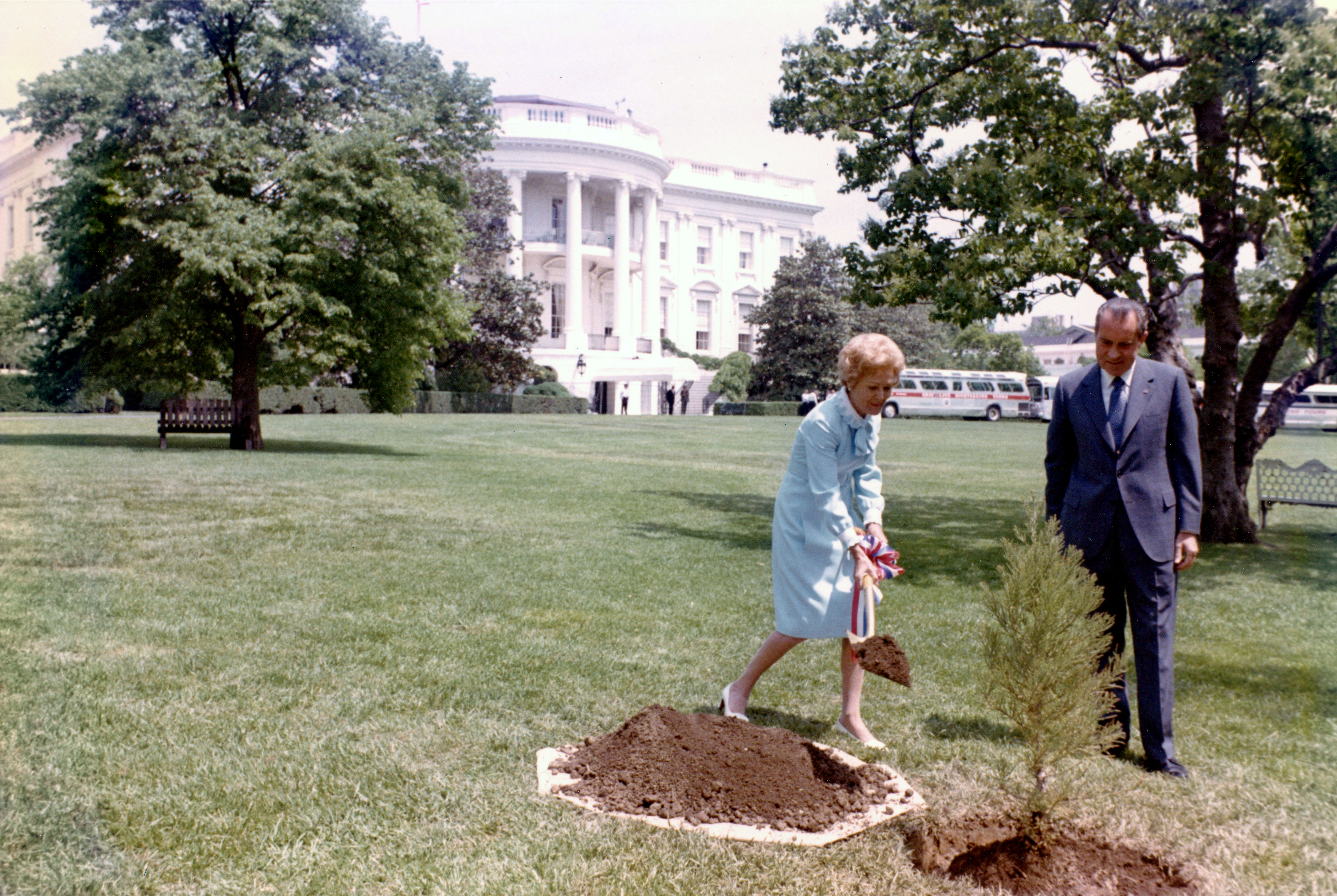
رئيس الولايات المتحدة ريتشارد نيكسون والسيدة الأولى بات نيكسون يزرعان غرسة في الحديقة الجنوبية للبيت الأبيض اعترافًا بيوم الأرض الأول

جرت احتفالات يوم الأرض الأولى في ألفي كلية وجامعة، ونحو عشرة آلاف مدرسة ابتدائية وثانوية، ومئات المجتمعات في جميع أنحاء الولايات المتحدة. والأهم من ذلك، أنها «أخرجت 20 مليون أمريكيًا إلى أشعة الشمس الربيعية للتظاهر السلمي لصالح الإصلاح البيئي». لوحظت الحركة الآن في 192 دولة، وذلك بتنسيق من شبكة يوم الأرض غير الربحية، برئاسة أول منظم ليوم الأرض في عام 1970 دنيس هايز، الذي يعتبر يوم الأرض «أكبر عطلة علمانية في العالم، يحتفل بها أكثر من مليار شخصًا كل عام». ابتكر والت كيلي ملصقًا لمكافحة التلوث، وقد عرض شخصيته الكوميدية في الشريط الكوميدي من خلال الاقتباس «لقد التقينا بالعدو وهو نحن»، وذلك للترويج ليوم الأرض 1970. سعت المجموعات البيئية إلى تحويل يوم الأرض إلى يوم عمل لتغيير السلوك البشري وإثارة التغييرات السياسية.

### مدينة نيويورك
اجتمعت مجموعة من الطلاب في جامعة كولومبيا في شتاء عام (1969- 1970) للاستماع إلى دينيس هايز وهو يتحدث عن خططه ليوم الأرض. وكان من بين المجموعة فريد كينت وبيت غرانيس وكريستين وويليام هوبارد. وافقت هذه المجموعة على قيادة أنشطة مدينة نيويورك من خلال الحركة الوطنية. أخذ فريد كينت زمام المبادرة في استئجار مكتب وتجنيد متطوعين. وتقول كريستين هوبارد (الآن كريستين ألكسندر): «جاء الحدث الفاصل الكبير عندما وافق العمدة ليندسي على إغلاق الجادة الخامسة من أجل الحدث، إذ حصل هتافًا كبيرًا في المكتب في ذلك اليوم. منذ ذلك الوقت ونحن نستخدم مكاتب العمدة ليندسي ونستعين بموظفيه أيضًا. كنت منسقة ومتحدثة ولكني تلقيت مساعدة هائلة من الموظفة ليندسي جوديث كريشتون ».

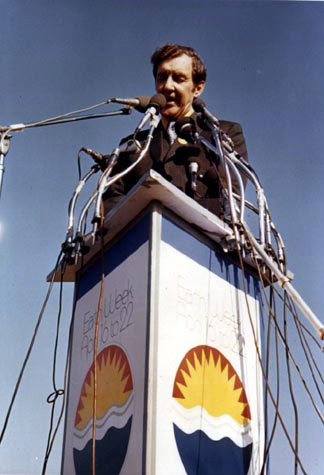
عضو مجلس الشيوخ الأمريكي إدموند موسكي يلقي خطابًا في حديقة فيرمونت بمدينة فيلادلفيا خلال فعاليات يوم الأرض العالمي عام 1970

أتاح العمدة جون ليندسي سنترال بارك ليوم الأرض، بالإضافة لإغلاقه الجادة الخامسة. قدرت نيويورك تايمز الحشود في يونيون سكوير بما يصل إلى 20 ألف شخص خلال أي وقت في اليوم، وربما ما يصل إلى أكثر من 100 ألف شخص على مدار اليوم. نظرًا لأن مانهاتن كانت أيضًا موطنًا لصحف إن بي سي وسي بي إس وإيه بي سي ونيويورك تايمز والتايم ونيوزويك، فقد وفرت أفضل قاعدة إعلامية ممكنة للتغطية الوطنية عبر مراسليها في جميع أنحاء البلاد.

### فيلادلفيا
كان السناتور الأمريكي إدموند موسكي المتحدث الرئيسي في يوم الأرض في حديقة فيرمونت في فيلادلفيا. وكان من بين الحضور البارزين ناشط حماية المستهلك والمرشح الرئاسي رالف نادر؛ مهندس المناظر الطبيعية إيان مكهارغ؛ والحائز على جائزة نوبل في الكيمياء الحيوية بجامعة هارفارد جورج والد؛ وزعيم الأقلية في مجلس الشيوخ الأمريكي هيو سكوت؛ والشاعر ألن غينسبرغ.

## يوم الأرض منذ 1990 وحتى 1999
أعطى حشد 200 مليون شخصًا في 141 دولة، ودعم القضايا البيئية على المسرح العالمي، وأنشطة يوم الأرض في عام 1990، دفعة كبيرة لجهود إعادة التدوير في جميع أنحاء العالم وساعدت في تمهيد الطريق لقمة الأمم المتحدة المتعلقة بالأرض عام 1992 في ريو دي جانيرو. على عكس يوم الأرض الأول في عام 1970، أُطلقت هذه الذكرى العشرين بأدوات تسويقية أقوى، وبوصول أكبر إلى التلفزيون والإذاعة، وبميزانية تبلغ ملايين الدولارات.

## يوم الأرض 2010
تزامن يوم الأرض 2010 مع المؤتمر العالمي لتغير المناخ وحقوق كوكب الأرض (بالإنجليزية: The World People's Conference on Climate Change and the Rights of Mother Earth)‏ الذي عقد في كوتشابامبا بوليفيا، وكذلك مع السنة الدولية للتنوع البيولوجي (بالإنجليزية: International Year of Biodiversity أو IYB)‏.

## وصلات خارجية
- الموقع الرسمي ليوم الأرض، موقع يوم الأرض 2010
- يوم الأرض (عروض خاصة بمناسبة يوم الأرض من قناة ناشونال جيوغرافيك أبو ظبي)